# آلفين شوارتز
آلفين شوارتز (بالإنجليزية: Alvin Schwartz)‏ هو كاتب قصص مصورة وكاتب أمريكي، ولد في 17 نوفمبر 1916 في نيويورك في الولايات المتحدة، وتوفي في 28 أكتوبر 2011 في نورث دونداس في كندا.

## روابط خارجية
- آلفين شوارتز على موقع IMDb (الإنجليزية)